# Purella
Purella — викопний рід молюсків вимерлої родини Maikhanellidae класу моноплакофор (Monoplacophora), що існував у кембрії (530-513 млн років тому).

## Скам'янілості
Викопні рештки виявлені в Китаї, Монголії, Казахстані, Ірані, Росії та Норвегії.

## Види
- Purella antiqua
- Purella arcana
- Purella cristata
- Purella insueta
- Purella squamulosa